# Die Herrin der Welt
Die Herrin der Welt ist eine achtteilige deutsche Sensations- und Abenteuerfilm-Serie unter der Oberleitung des Produzenten Joe May aus dem Jahr 1919. Sie gilt als die erste bedeutende Monumentalfilmproduktion der deutschen Filmgeschichte. Die Haupt- und Titelrolle spielte Mays Ehefrau Mia May.

## Handlung

### 1. Teil: Die Freundin des gelben Mannes
Die junge Dänin Maud Gregaards geht auf ein Inserat hin ins chinesische Kanton, um dort eine Stelle als Erzieherin anzutreten. Dort gerät sie in ein Bordell, aus dem sie ihr Reisegefährte, der an einer europäischen Universität promovierte Chinese Dr. Kien-Lung, befreit. Der Mediziner wird jedoch bald von seinem Landsmann Hai-Fung, der schon Maud verschleppt hatte, ebenfalls entführt und in einem Versteck brutal gefoltert. Dank des beherzten Eingreifens von Mauds Landsmann Konsul Madsen können beide den Fängen Hai-Fungs entfliehen. Kien-Lung zeigt bald Interesse an der schönen Europäerin, doch die weist ihn zurück. Maud umgibt ein großes Geheimnis, das viel mit Rache zu tun hat. Maud will ihre beiden Weggefährten in ihr Geheimnis einweihen.

### 2. Teil: Die Geschichte der Maud Gregaards
Der zweite Teil dieses Filmzyklus findet zeitlich vor dem ersten Teil statt. Er gilt als der schwächste Teil des Achtteilers. In ihm erzählt Maud Kien-Lung, wie es dazu kam, dass es sie nach China verschlagen hat. Ihr Vater war ein Archivar im Auswärtigen Amt. Dort wurde er von jemandem dazu erpresst, einen chinesischen Geheimvertrag auszuhändigen. Schließlich beging Mauds Vater angesichts der Folgen dieser Verzweiflungstat Selbstmord. Maud selbst verliebt sich in einen Politiker, für den sie als Übersetzerin arbeitet. Ohne zu wissen, was sie tut, übersetzt Maud auch jenen Geheimvertrag. Als sich ihr Geliebter mit dem Vertrag ins Ausland absetzte, wurde Maud als Spionin verhaftet und eingesperrt. Im Gefängnis bekam sie ein Kind von ihm, das jedoch bald starb. Wieder in Freiheit gelang Maud in den Besitz einer Info über den Rabbiner von Kuan-Fu, von dem gesagt wird, dass er das Versteck des Schatzes der Königin von Saba kenne. Um an dem Mann, der sie ins Unglück gestürzt hat, Rache zu üben, will sie unbedingt in den Besitz dieses Schatzes kommen.

### 3. Teil: Der Rabbi von Kuan-Fu
Maud Gregaards, Kien-Lung und Konsul Madsen sind auf dem Weg zum greisen Rabbi von Kuan-Fu, der im Besitz des Geheimnisses jener sagenhaften Schatzkammer sein soll, die vor allem im fünften und sechsten Teil von Bedeutung sein wird. Die drei Weggefährten dringen bis in die Nähe der Ruinen vor, in denen der Rabbi wohnt, argwöhnisch beobachtet von den dortigen Eingeborenen. Madsen findet in einem alten Schmuckstück der Astarte, das einst die Königin von Saba dem König Salomon schenkte, den Lageplan des Schatzes. Bevor er Madsen nähere Tipps über die Anwendung des Planes geben kann, stirbt der Rabbi. Madsen wird bei Kämpfen mit den Eingeborenen verletzt, von Kien-Lung schmählich im Stich gelassen und des Astarte-Schmucks beraubt. Als Madsen zu dem treulosen Chinesen und Maud stößt, entbrennt ein Kampf auf Leben und Tod zwischen beiden Männern. Mauds Eingreifen beendet den Zwist vorerst.

### 4. Teil: König Makombe
Maud Gregaards dringt gemeinsam mit Madsen und Kien-Lung auf ihrer weltumspannenden Expedition nach Zentralafrika vor, zum biblischen Ophir in das Reich des schwarzen Königs Makombe. Es ist das Zentrum des Astartekults. Der Zauberer des Makombe-Stammes stiehlt den drei Schatzsuchern ihren Astarte-Schmuck und wiegelt die Eingeborenen gegen die Eindringlinge auf. Maud, Madsen und Kien-Lung fliehen. Dabei wird Dr. Kien-Lung von einem Giftpfeil getroffen und stirbt. Maud und Madsen finden Unterschlupf in einer Grotte und sind dort erst einmal vor ihren Verfolgern sicher. Schließlich erreichen Maud und Madsen die Pforte von Ophir.

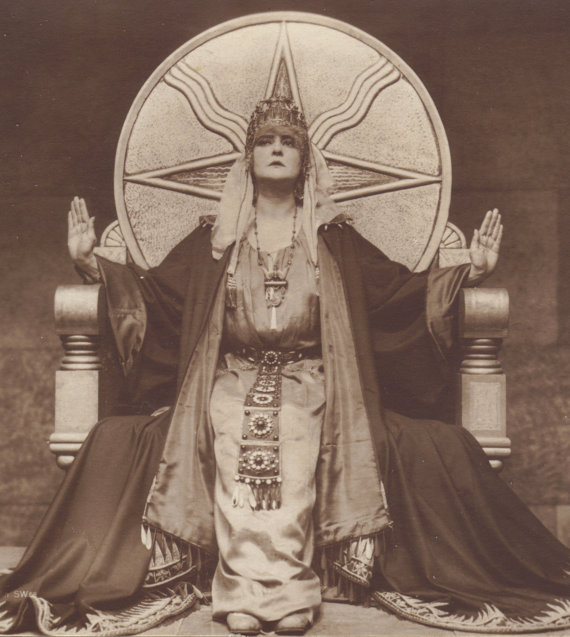
Mia May als Reinkarnation der Göttin Astarte in dem fünften Teil, Ophir, die Stadt der Vergangenheit

### 5. Teil: Ophir, die Stadt der Vergangenheit
Die beiden Dänen dringen schließlich nach Ophir vor, wo sie eine Reihe von weiteren Abenteuern erwarten. In dieser Schatzkammer der Königin von Saba werden Maud Gregaards und Konsul Madsen als Eindringlinge gefangen genommen. Maud soll geopfert werden, da sie den heiligen Boden dieser Stadt entweiht hätte. Madsen wiederum wird in die Sklavenstadt der Sabyten, eines Eingeborenenstamms, verschleppt, wo er bis zu seinem Tode Frondienste leisten soll. Als Maud auf dem Opferaltar liegt, entdeckt der Oberpriester an ihrem Hals den Schmuck der Astarte. Nun hält man sie selbst für die Göttin, deren Wiederkehr einst vorausgesagt worden war. Madsen gelingt es, mit Hilfe des Ingenieurs Allan Stanley, auf den er in der Sklavenstadt traf, in den Astartetempel zu Maud vorzudringen. Sie finden den Schatz und benachrichtigen via Telegrafie die Außenwelt. Ein Flugzeug kommt, um alle drei zu retten. Doch der Konsul wird auf dem Weg dorthin getötet, während Maud und Stanley, denen sich der Einheimische Simba anschließt, mit dem Schatz entfliehen. Schließlich legt ein Erdbeben die geheimnisvolle Stadt Ophir in Schutt und Asche. Die Kritik nannte diese Episode den besten der ersten fünf Teile. Vor allem das erzählerische Tempo wurde gelobt.

### 6. Teil: Die Frau mit den Milliarden
Nach den dramatischen Vorgängen des fünften Teils wird die Handlung nun ziemlich abstrus. Maud Gregaards, nunmehr unfassbar reich geworden, beginnt mit Hilfe des gehobenen Ophir-Schatzes die Welt zu beherrschen. Sie nennt sich ab sofort Maud Fergusson. Der amerikanische Zeitungsverleger Fletcher, der das rettende Flugzeug nach Ophir entsandte, schlachtet Mauds Geschichte und die ihrer Rettung in seinen Blättern weidlich aus. Die Konkurrenz in Gestalt von 'Harrisons Universum' wiederum nennt die gesamte Geschichte einen ausgemachten Schwindel. Beide Presseimperien liefern sich einen heftigen Schlagabtausch. Der Theateragent Karpeler stellt einen Spielfilm über Mauds Abenteuer her, kaum mehr als ein Schmierenstück. Maud und Allan verlieben sich derweil ineinander und treten eine Europareise an. Die Kritik fand für diesen sechsten Teil nur wenig gute Worte.

### 7. Teil: Die Wohltäterin der Menschheit
Die Milliardärin Maud Fergusson, ehemals Gregaards, versucht mit Allan Stanley ein neues Glück aufzubauen. Der Ophirschatz ermöglicht der „Herrin der Welt“ im heimatlichen Dänemark ein sorgenfreies Leben. Beide wollen heiraten. Doch Stanley beharrt darauf, den Namen ihres Verführers von einst, der für all ihr Unglück verantwortlich ist, zu erfahren, sonst wolle er sie nicht heiraten. Maud hingegen hat mit ihrer Vergangenheit abgeschlossen und will nur noch ihren Frieden finden. Sie plant, eine Wohltäterin der Menschheit zu werden, will Forschung und Technik mit ihren Milliarden großzügig sponsern. Ihr Ingenieur Allan hat derweil eine Fernschmelzmaschine entwickelt, die mit Hilfe elektrischer Wellen jegliches Metall zum Schmelzen bringen kann. Da mit dieser Erfindung auch Kanonen vernichtet werden können, gerät er bald in das Visier skrupelloser Waffenschmiede. Als Allan seine Erfindung nicht verkaufen will, schlagen seine mächtigen Gegner zu. Am Tag der feierlichen Vorführung dieser Erfindung kommt es zu einer gewaltigen Explosion, hinter der der schurkische Baron Murphy steckt. Dieser Diplomat ist niemand anderes als derjenige Mann, durch dessen Diebstahl der chinesischen Geheimverträge das Unglück Mauds begann. Bei diesem Sabotageakt kommt Allan ums Leben.

### 8. Teil: Die Rache der Maud Fergusson
Nach dem Tod Allans kurz vor beider Hochzeit dürstet es Maud nach blutiger Vergeltung. Der Privatdetektiv Hunt soll Murphy des Mordes an Allan überführen. Maud entfacht eine Zeitungskampagne gegen Murphy und stellt ihn bloß. Dabei ist sie in der Wahl der Mittel nicht zimperlich. Murphy verliert sein gesamtes Vermögen und muss das Land verlassen. Hunt findet auch heraus, dass es sich bei dem jungen Credo Merville um Murphys und Mauds gemeinsamen Sohn handelt, der angeblich kurz nach seiner Geburt verstorben sein soll (siehe Teil 2). Credo gilt als einer der hervorragendsten Zöglinge des von Maud begründeten „Athenaeums“. Am Ende fallen sich Mutter und Sohn in die Arme. Der als Verbrecher geächtete Murphy wird trotz allen Bittens von Maud verstoßen und kommt schließlich in einem Schneetreiben ums Leben.

## Produktionsnotizen
Dem Film lag ein Roman von Karl Figdor zugrunde.

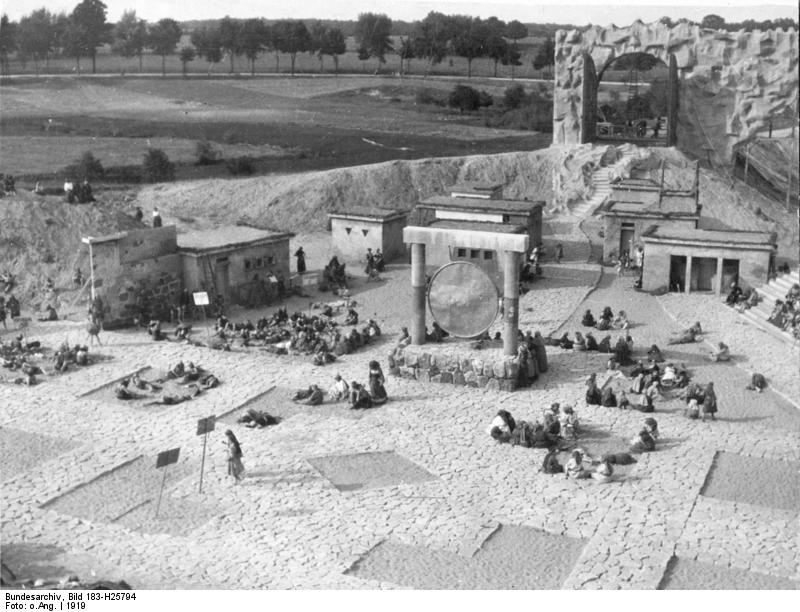
Der Marktplatz in Ophir in Woltersdorf. In der Mitte der Riesengong. 1919

Seit dem 4. Januar 1919 berichtete die Presse über die Planungen von Die Herrin der Welt. Der Film wurde zunächst unter dem Titel Die Gräfin von Monte Christo angekündigt, dann unter Die Gräfin von Monte Christo, die Herrin der Welt. In der Lichtbild-Bühne, Ausgabe vom 4. Oktober 1919, heißt es auf Seite 16 weiters: „Unweit von Erkner -- zwischen Rahnsdorf und Woltersdorfer Schleuse -- hat Joe May ein 75 Morgen großes Terrain erworben und der May-Film G.m.b.H. für Film-Aufnahmen überlassen. Flankiert von der vollen Breite des Kalk-Sees, verfügt der Riesenkomplex über natürliche Hügel, Anhöhen und Niederungen, Obstplantagen, Buschwerk, Waldpartien. Ein Heer von Handwerkern hat hier in verhältnismäßig kurzer Zeit Bauten von gewaltigen Dimensionen errichtet. Gilt es doch, für ein Monumental-Filmwerk ‚Die Herrin der Welt‘, das aus acht selbständigen Teilen besteht, den erforderlichen Rahmen zu schaffen. Die Handlung des phantastischen Films spielt in Europa, China, Amerika, Afrika und Dänemark und überall soll das Charakteristische eines jeden Landes gezeigt werden.“

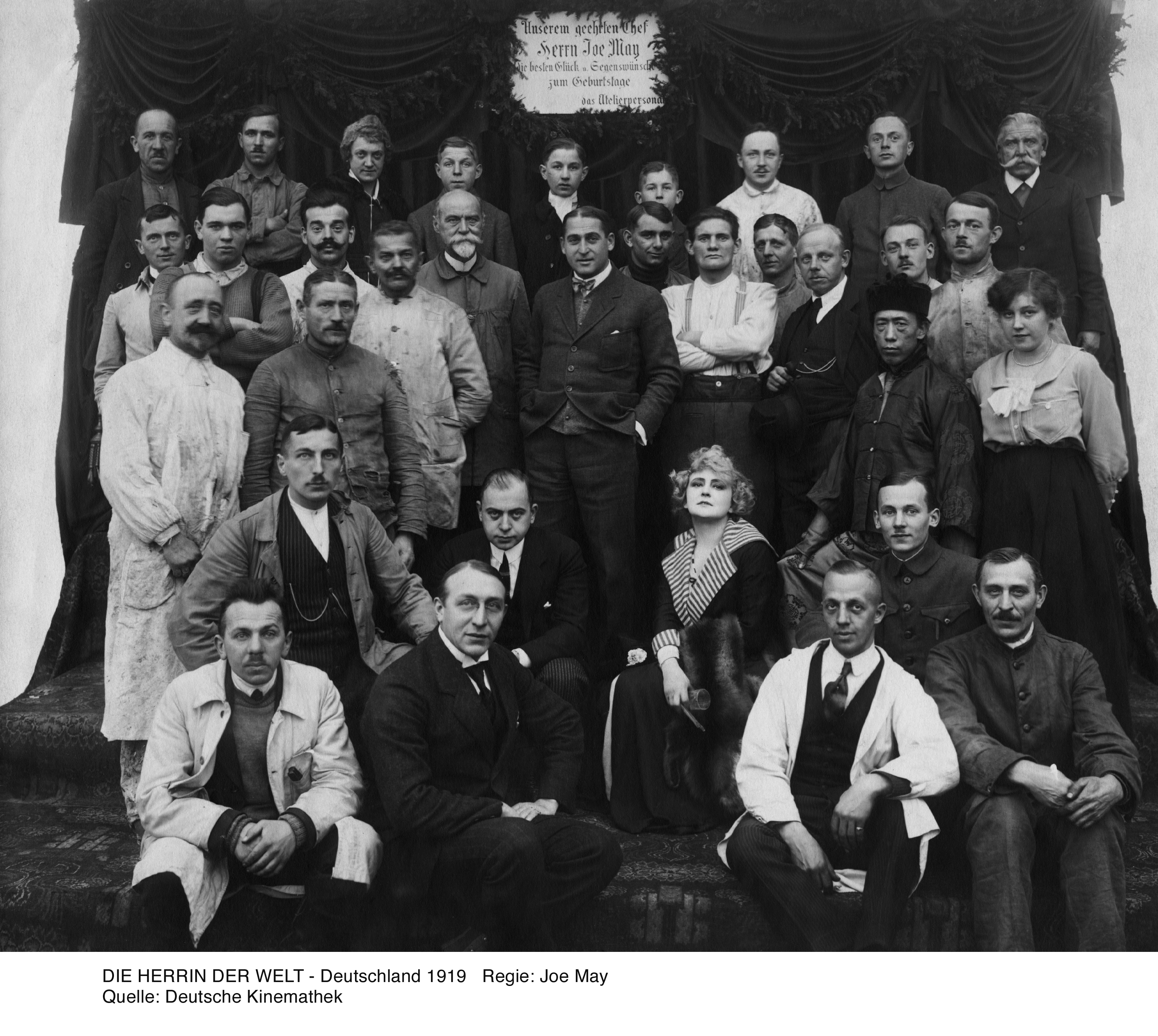
Besetzung und Mitarbeiter von Die Herrin der Welt am 7. November 1919. Das Geburtstagskind Joe May steht in der Mitte, seine Gattin und Hauptdarstellerin Mia May rechts unter ihm.

Drehbeginn des Films war der 24. Juni 1919.
Produzent und Drehbuch-Koautor Joe May führte Regie bei den ersten drei Teilen sowie bei der achten und letzten Episode. Teil 4 bis 6 drehte Uwe Jens Krafft, der siebte Teil stammt aus der Hand von Karl Gerhardt. Bei allen Episoden behielt May die künstlerische Oberleitung.
Mia May ist als einzige der Darsteller in sämtlichen Episoden zu sehen.
Der erste Teil des Filmes erlebte seine Uraufführung am 5. Dezember 1919, der letzte Teil am 30. Januar 1920. Ab dem 6. Februar 1920 konnte man in den Berliner Kammerlichtspielen alle acht Teile hintereinander sehen.
Hermann Fellner war Produktionsleiter aller acht Teile.
Die umfangreichen Filmbauten wurden von Martin Jacoby-Boy entworfen und von Otto Hunte, Karl Vollbrecht und Erich Kettelhut umgesetzt. Die Studiodekos entstanden in den Greenbaum-Ateliers in Berlin-Weißensee, die Außenbauten auf dem Filmgelände der May-Film in Woltersdorf (bei Berlin). Dieser größte Einzelposten belastete das Filmbudget mit 1,4 Millionen RM (1.878.834 Euro). In der Lichtbild-Bühne wird in der Ausgabe vom 15. November 1919 auf den Seiten 23 und 24 en detail auf die gewaltigen Ausmaße dieser Großproduktion eingegangen.
Sämtliche Kostüme und Requisiten stammten von der Firma Leopold Verch aus Berlin-Charlottenburg.
Die Gesamtkosten von Die Herrin der Welt betrugen laut Lichtbild-Bühne nahezu acht Millionen RM (10.736.197 Euro). Damit war er der bis dahin teuerste Spielfilm, der in Deutschland hergestellt wurde.
Lob erhielt vor allem die Kameraarbeit von Werner Brandes.

## Kritiken
Die zeitgenössische Kritik verwies vor allem auf den Monumentalcharakter des Films, der alles bisher Dagewesene in den Schatten stelle, kritisierte aber auch die Umsetzung des Stoffes. Resümierend hieß es nach Ansicht aller acht Teile Anfang Februar 1920:
„‚Die Herrin der Welt‘ ist bei der letzten Station angelangt, ihr Leidensweg ist beendet: ‚Die Tragödin der Rache‘ hat den gewissenlosen Diplomaten Baron Murphy verdientem Schicksal überliefert. Bereits Geahntes findet hier Bestätigung: der Sohn, den einst Maud Gregaards Murphy dankte, und der bei ihrer Entlassung aus dem Zuchthaus als gestorben bezeichnet worden war, lebt. Er ist – unter dem schönen Namen Credo Merville – einer der hervorragendsten Zöglinge in dem von Maud begründeten ‚Athenaeum‘. Und er wird Werkzeug der Rache. Maud läßt dem Mann nachspüren, der die Fernschmelzmaschine und mit ihr den Ingenieur Allan Stanley vernichtete: sie stößt auf Murphy, entdeckt, daß er Credos Vater, sie selbst die dazugehörige Mutter ist, und hat für die Bitten und Beschwörungen Murphys, den sie bereits um sein Vermögen und seinen Gesandtenposten gebracht hat, nur ein starres, unerbittliches ‚Nein‘. Da wankt Murphy hinaus und findet im Schneetreiben den Tod … Damit wäre also der Schlußpunkt hinter die Abenteuer gesetzt, die den Gesamttitel kaum rechtfertigen, und deren letzter Teil sich nicht über den normalen, mit einer Dosis Sentimentalität getränkten Spielfilm erhebt.“
„‚Die Herrin der Welt‘ steht nun in ihrer ganzen Größe vor den Augen der Filmwelt: diese Woche sieht man den achten, den letzten Teil im Tauentzien-Palast. Dies Ende ist gut – aber es macht, entgegen dem Sprichwort, nicht alles gut, was hier fast ein Jahrviertel hindurch an Tausenden vorbeigeflimmert ist. Dies Ganze ist – trotz starker und auch neuer Einfälle im einzelnen – dürftig und von mangelhafter Architektur der Handlung. Billig. Es zeigt an einem großen Beispiel beschämend deutlich, wie die Filmgewaltigen für jeden Aufwand zu gewinnen sind – ausgenommen den geistigen, und man versteht, wenn der Verfasser, Karl Figdor, auf die Feststellung wert legt, daß er bis auf den Schlußteil sein Kind nicht wiedererkannt habe. Dieser Teil übertrifft an geschlossenem dramatischen Aufbau – obwohl er einmal hart bis an die Grenze des Geschmacksmöglichen und der Blutschande führt – seine Vorgänger bedeutend. Darstellung (die Mia May, Mierendorf, der junge Hofmann und – merkwürdigerweise ungenannt – Lettinger trugen) und Szenen sind wieder sorgfältig und kultiviert. Maud Gregaards hat nun ihre Rache: ihr schurkischer Geliebter von einst stirbt in Einsamkeit und Kälte. Wenn sich die deutsche Filmindustrie aber wieder zu einem solchen Riesenwerk aufrafft, mag sie es sich etwas mehr kosten lassen – als nur Geld.“
„Noch einmal ein Beispiel verkleisterten Kitsches: Die gigantische phänomenale Riesenfilmrekordserie ‚Mia May, die Herrin in der Welt der Langenweile‘, – Ich sah den 6. Teil: ‚Ophir oder wie der Turnvater Jahn sich die Königin von Saba vorstellt.‘ Astarte-Priester schwenken preußisch in rechtsabmarschierter Sektionskolonne, während eine Dame in den besten Jahren ihren Tempelschatz bestiehlt. Menschenherden in schlechten Architekturen schlecht bewegt. Einiges Episodische ist trotzdem bemerkenswert, so die Neger, die ebenso wie Tiere im Film immer gut sind, und ein amerikanischer Reporter.“
Auch die Filmkritik nach 1945 beschäftigte sich immer wieder mit Die Herrin der Welt:
In CineGraph ist in der Biografie von Joe May zu lesen: „Die Film-Serie erzählt – in mehr oder weniger abgeschlossenen Episoden – eine dramaturgisch verwickelte, an überraschenden Lösungen reiche Abenteuer- und Detektivgeschichte, und setzt weniger auf die Logik des Handlungsfadens als auf die Exotik der Spielorte, den Reiz der raffinierten Dekoration.“
Heinrich Fraenkels Unsterblicher Film schreibt: „Ein Serienfilm sehr großen Ausmaßes mit dem Thema der Rache eines jungen Mädchens an einem Mann, der ihre Familie ins Unglück gebracht hat.“
In Oskar Kalbus’ Vom Werden deutscher Filmkunst heißt es: „Aus diesem Buchroman ist ein aufregender Film geworden: Die Handlung des phantastischen Films spielt in Europa, China, Amerika, Afrika und Dänemark, und überall will er neben der Handlung das Charakteristische eines jeden Landes zeigen.“
Buchers Enzyklopädie des Films nannte Herrin der Welt „aufwendigen Unterhaltungsspektakel“
Kay Wenigers „Es wird im Leben dir mehr genommen als gegeben …“ nannte den Film einen „überaus ambitionierten und ausladenden Achtteiler“.
Der Spiegel wies vor allem auf den kommerziellen Erfolg des filmischen Achtteilers hin: „Mia war eine Wohltäterin, vor allem für die Kinokassen. Sie konnte sich monatelang auf den Schauwänden der Weltkinos halten. Selbst Italien fühlte sich übertroffen. So schrieb Giornale d’Italia: ‚Es war ein Sieg auf der ganzen Linie, ein Sieg für Verfasser, Regisseur und Darstellung, ein Sieg für die deutsche Filmindustrie!‘“